# Mops midas
Mops midas је сисар из реда слепих мишева и породице Molossidae.

## Распрострањење
Врста има станиште у Бенину, Боцвани, Буркини Фасо, Бурундију, Гани, ДР Конгу, Еритреји, Етиопији, Замбији, Зимбабвеу, Јужноафричкој Републици, Кенији, Мадагаскару, Малавију, Малију, Мозамбику, Намибији, Нигерији, Нигеру, Руанди, Саудијској Арабији, Сенегалу, Судану, Танзанији, Тогу, Уганди, Централноафричкој Републици и Чаду.

## Угроженост
Ова врста није угрожена, и наведена је као последња брига јер има широко распрострањење.

### Популациони тренд
Популација ове врсте се смањује, судећи по расположивим подацима.